# Ceratoppia oblectatoria
Ceratoppia oblectatoria är en kvalsterart som beskrevs av Tseng 1982. Ceratoppia oblectatoria ingår i släktet Ceratoppia och familjen Ceratoppiidae. Inga underarter finns listade i Catalogue of Life.